# Olympische Sommerspiele 1936/Teilnehmer (Griechenland)
| Gelbes Symbol für Goldmedaillen mit stilisierten Olympischen Ringen | Graues Symbol für Silbermedaillen mit stilisierten Olympischen Ringen | Braundes Symbol für Bronzemedaillen mit stilisierten Olympischen Ringen |
| ------------------------------------------------------------------- | --------------------------------------------------------------------- | ----------------------------------------------------------------------- |
| —                                                                   | —                                                                     | —                                                                       |

Griechenland nahm an den Olympischen Sommerspielen 1936 in Berlin mit einer Delegation von 41 Athleten teil.

## Fechten
| Athlet                 | Disziplin          | Platz         |
| ---------------------- | ------------------ | ------------- |
| Konstantinos Bembis    | Florett Einzel     | ausgeschieden |
| Konstantinos Bembis    | Florett Mannschaft | ausgeschieden |
| Konstantinos Bembis    | Degen Einzel       | ausgeschieden |
| Konstantinos Bembis    | Degen Mannschaft   | ausgeschieden |
| Konstantinos Botasis   | Florett Mannschaft | ausgeschieden |
| Konstantinos Botasis   | Degen Mannschaft   | ausgeschieden |
| Konstantinos Botasis   | Säbel Einzel       | ausgeschieden |
| Konstantinos Botasis   | Säbel Mannschaft   | ausgeschieden |
| Spyridon Ferentinos    | Florett Einzel     | ausgeschieden |
| Spyridon Ferentinos    | Florett Mannschaft | ausgeschieden |
| Nikolaos Manolesos     | Florett Einzel     | ausgeschieden |
| Nikolaos Manolesos     | Florett Mannschaft | ausgeschieden |
| Nikolaos Manolesos     | Säbel Einzel       | ausgeschieden |
| Nikolaos Manolesos     | Säbel Mannschaft   | ausgeschieden |
| Nikolaos Paparrodou    | Säbel Einzel       | ausgeschieden |
| Menelaos Psarrakis     | Florett Mannschaft | ausgeschieden |
| Menelaos Psarrakis     | Säbel Einzel       | ausgeschieden |
| Menelaos Psarrakis     | Säbel Mannschaft   | ausgeschieden |
| Tryfon Triantafyllakos | Degen Mannschaft   | ausgeschieden |
| Christos Zalokostas    | Degen Einzeln      | 10.           |
| Christos Zalokostas    | Degen Mannschaft   | ausgeschieden |

## Kunstwettbewerbe
| Künstler              | Disziplin               | Werk                                         | Platz             |
| --------------------- | ----------------------- | -------------------------------------------- | ----------------- |
| Konstantinos Doxiadis | Städtebauliche Entwürfe | Die Raumgestaltung im griechischen Städtebau | keine Platzierung |
| Takis Sakellariou     | Literatur               | Der Olympische Idealismus                    | keine Platzierung |

## Leichtathletik
| Athlet                      | Disziplin    | Wertung | Platz              |
| --------------------------- | ------------ | ------- | ------------------ |
| Christos Dimitropoulos      | Hammerwurf   | ?       | nicht qualifiziert |
| Renos Frangoudis            | 100 m        | 10,8    | ausgeschieden      |
| Renos Frangoudis            | 200 m        | 22,1    | ausgeschieden      |
| Grigorios Georgakopoulos    | 800 m        | 1:57,3  | ausgeschieden      |
| Grigorios Georgakopoulos    | 1500 m       | 4:01,4  | ausgeschieden      |
| Grigorios Lambrakis         | Weitsprung   | –       | nicht qualifiziert |
| Grigorios Lambrakis         | Dreisprung   | –       | nicht qualifiziert |
| Domnitsa Lanitou-Kavounidou | 100 m        | 12,8    | ausgeschieden      |
| Domnitsa Lanitou-Kavounidou | 80 m Hürden  | 12,6    | ausgeschieden      |
| Christos Mantikas           | 110 m Hürden | 15,1    | ausgeschieden      |
| Christos Mantikas           | 400 m Hürden | 53,54   | 6.                 |
| Konstantinos Metaxas        | Speerwurf    | 56,0 m  | 19.                |
| Konstantinos Pantazis       | Hochsprung   | 1,70 m  | 32.                |
| Napoleon Papageorgiou       | Speerwurf    | 52,0    | 22.                |
| Aristidis Sakellariou       | 100 m        | ?       | ausgeschieden      |
| Aristidis Sakellariou       | 200 m        | ?       | ausgeschieden      |
| Ioannis Skiadas             | 110 m Hürden | ?       | ausgeschieden      |
| Ioannis Skiadas             | 400 m Hürden | 55,3    | ausgeschieden      |
| Nikolaos Syllas             | Diskuswurf   | 47.75   | 6.                 |
| Stavros Velkopoulos         | 800 m        | ?       | ausgeschieden      |

## Moderner Fünfkampf
| Teilnehmer                         | Punkte | Rang |
| ---------------------------------- | ------ | ---- |
| Alexandros Baltatzis-Mavrokorlatis | –      | DNF  |

## Ringen

### Griechisch-römisches Ringen
| Athlet               | Gewicht | Platz         |
| -------------------- | ------- | ------------- |
| Nikolaos Biris       | 56 kg   | ausgeschieden |
| Antonios Gryllos     | 61 kg   | ausgeschieden |
| Georgios Petmezas    | 66 kg   | 6.            |
| Athanasios Kambaflis | 87 kg   | ausgeschieden |

### Freistil
| Athlet            | Gewicht | Platz         |
| ----------------- | ------- | ------------- |
| Spyros Defteraios | 87 kg   | ausgeschieden |

## Schießen
| Name                  | Disziplin                  | Punkte | Rang          |
| --------------------- | -------------------------- | ------ | ------------- |
| Athanasios Aravositas | Kleinkaliber liegend, 50 m | 292    | 23            |
| Georgios Kontogiannis | Scheibenpistole            | 502    | 35.           |
| Konstandinos Loudaros | Kleinkaliber liegend, 50 m | 292    | 23.           |
| Angelos Papadimas     | Schnellfeuerpistole        | 18     | 4.            |
| Dimitrios Stathis     | Schnellfeuerpistole        | –      | ausgeschieden |
| Georgios Stathis      | Scheibenpistole            | 532    | 7.            |
| Georgios Vichos       | Kleinkaliber liegend, 50 m | 288    | 44.           |
| Christos Zalokostas   | Schnellfeuerpistole        | 23     | 20.           |

## Schwimmen
| Athlet                   | Disziplin           | Rang                              |
| ------------------------ | ------------------- | --------------------------------- |
| Rikhardos Brousalis      | 100 m Freistil      | ausgeschieden                     |
| Rikhardos Brousalis      | 4 × 200 m Freistil  | In der ersten Runde ausgeschieden |
| Emmanouil Mallidis       | 100 m Rücken        | In der ersten Runde ausgeschieden |
| Spyridon Mavrogiorgos    | 100 m Freistil      | ausgeschieden                     |
| Spyridon Mavrogiorgos    | 4 × 200 m Freistil  | In der ersten Runde ausgeschieden |
| Panagiotis Provatopoulos | 4 × 200 m Freistile | In der ersten Runde ausgeschieden |
| Angelos Vlachos          | 4 × 200 m Freistile | In der ersten Runde ausgeschieden |